# Anders Antonsson
Anders Antonsson (i riksdagen kallad Antonsson i Malmö), född 1 januari 1856 i Lövestads församling, Malmöhus län, död 10 oktober 1935 i Hedvig Eleonora församling, Stockholms stad, var en svensk målarmästare, företagare och politiker (liberal fram till 1902, sedan högerman).
Anders Antonsson, som var son till en målare, etablerade sig i Malmö som målarmästare år 1879. Han var ordförande i Malmö målarmästarförening 1889–1902 och i Malmö hantverksförening 1894–1925. Han hade också uppdrag i det lokala bankväsendet. År 1897–1924 var han ledamot i Malmö stadsfullmäktige, och åren 1906–1923 även i drätselkammaren.
Han var riksdagsledamot 1900–1902 i andra kammaren för Malmö stads valkrets och tillhörde då liberala samlingspartiet, men övergick därefter till högern och valdes 1903 in i styrelsen för den nybildade Malmö allmänna valmansförening, högerns lokala partiorganisation. År 1910–1919 var han dess ordförande. Han återkom till riksdagen i första kammaren 1911 och anslöt sig då till det moderata partiet, som år 1912 gick upp i första kammarens nationella parti. Han var ledamot i första kammaren 1911–1921 för Malmö stads valkrets och 1922–1928 för Malmöhus läns valkrets. 
I riksdagen var Anders Antonsson bland annat ledamot av bevillningsutskottet 1912–1924. Han engagerade sig bland annat i hantverks- och tullfrågor men också i lagstiftningen om kommunalval.
Anders Antonsson är begravd på Sankt Pauli mellersta kyrkogård i Malmö.